# 田中茂 (ハンドボール)
田中 茂（たなか しげる、1967年9月2日 - ）は、長崎県佐世保市出身の元ハンドボール選手、指導者。日本ハンドボールリーグの豊田合成で監督を務めている。

## 経歴
1986年に筑波大学体育専門学群に入学
1990年に日本ハンドボールリーグの三陽商会に加入。
2001年に現役を引退し、JOCスポーツ指導者海外研修でスペインへ。その後は日本ハンドボール協会・日本ハンドボールリーグ機構GMを務めた。
2017年、豊田合成の監督に就任。
2018年は第70回日本ハンドボール選手権大会で優勝し、豊田合成初のタイトルを獲得した。

## 詳細情報

### 年度別監督成績

#### レギュラーシーズン
| 年       | リーグ   | チーム     | 順位     | 試合 | 勝利 | 引分 | 敗戦 | 得点 | 失点 |
| -------- | -------- | ---------- | -------- | ---- | ---- | ---- | ---- | ---- | ---- |
| 2017-18  | JHL      | トヨタ車体 | 3位      | 24   | 15   | 3    | 6    | 693  | 654  |
| 2018-19  | JHL      | トヨタ車体 | 2位      | 24   | 18   | 1    | 5    | 716  | 604  |
| JHL：2年 | JHL：2年 | JHL：2年   | JHL：2年 | 48   | 33   | 4    | 11   | 1409 | 1258 |

#### JHLプレーオフ
| 年      | 大会名                | 対戦相手   | 勝敗         |
| ------- | --------------------- | ---------- | ------------ |
| 2017-18 | プレーオフ1stステージ | 大同特殊鋼 | 21-26 / 敗退 |
| 2018-19 | プレーオフ2ndステージ | トヨタ車体 | 25-26 / 敗退 |